# Кастахта (село)
Кастахта (алт. Кастакту) — село в Усть-Коксинском районе Республики Алтай России. Входит в состав Усть-Коксинского сельского поселения.

## География
Расположено в приграничной территории юго-западной части Республики Алтай в горно-степной зоне и находится у реки Кастахта, у места впадения её притока — р. Поперечная (алт. Одыра). В полутора километрах к востоку — п. Курунда.
Уличная сеть состоит из трёх географических объектов: ул. Заречная, ул. Набережная, ул. Центральная.

## Население
| 2010 | 2011 | 2012 | 2013 | 2014 | 2015 |
| ---- | ---- | ---- | ---- | ---- | ---- |
| 149  | →149 | ↘142 | ↗143 | ↘138 | ↘130 |
| 2016 |      |      |      |      |      |
| ↗137 |      |      |      |      |      |

Национальный состав
Согласно результатам переписи 2002 года, в национальной структуре населения
русские составляли 53 %, алтайцы 45 % от общей численности населения в 170 жителей

## Инфраструктура
Личное подсобное хозяйство. Животноводство.

## Транспорт
Находится на автодороге регионального значения «Подъезд к с. Курунда» (Постановление Правительства Республики Алтай от 21.06.2012 № 20-36 «О перечне наименований населенных пунктов, пересекаемых рек, ручьев, расположенных на территории Республики Алтай вдоль трасс автомобильных дорог общего пользования, на алтайском языке»), она же находится на автодороге регионального значения «Баштала — Курунда» (идентификационный номер 84К-7) протяженностью 11,516 км. (Постановление Правительства Республики Алтай от 12.04.2018 N 107 «Об утверждении Перечня автомобильных дорог общего пользования регионального значения Республики Алтай и признании утратившими силу некоторых постановлений Правительства Республики Алтай»).
Просёлочные дороги.